# Trypodendron signatum
 Trypodendron signatum is een kever uit de familie der snuitkevers (Curculionidae).  Hij heeft een lengte van 3,0 tot 4,0 mm. Hij leeft polyfaag in loofbomen. Hij komt voor in het Palearctisch gebied.